# برنارد كيلي
برنارد كيلي (بالإنجليزية: Bernard Kelly)‏ (21 أغسطس 1928 في المملكة المتحدة - ) هو لاعب كرة قدم بريطاني في مركز جناح. لعب مع نادي برينتفورد ونادي باث سيتي وDeal Town F.C. ‏.